# Tetrastichus amurensis
Tetrastichus amurensis is een vliesvleugelig insect uit de familie Eulophidae. De wetenschappelijke naam is voor het eerst geldig gepubliceerd in 1874 door Walker.